# Saint-Cyprien (Loara)
Saint-Cyprien – miejscowość i gmina we Francji, w regionie Owernia-Rodan-Alpy, w departamencie Loara. Nazwa miejscowości pochodzi od imienia św. Cypriana.
Według danych na rok 1990 gminę zamieszkiwało 2005 osób, a gęstość zaludnienia wynosiła 275 osób/km² (wśród 2880 gmin regionu Rodan-Alpy Saint-Cyprien plasuje się na 436. miejscu pod względem liczby ludności, natomiast pod względem powierzchni na miejscu 1337.).